# Wspólnota administracyjna Kindelbrück
Wspólnota administracyjna Kindelbrück (niem. Verwaltungsgemeinschaft Kindelbrück) – wspólnota administracyjna w Niemczech, w kraju związkowym Turyngia, w powiecie Sömmerda. Siedziba wspólnoty znajduje się w miejscowości Kindelbrück.
Wspólnota administracyjna zrzesza cztery gminy:
1. Büchel
2. Griefstedt
3. Günstedt
4. Kindelbrück

1 stycznia 2019 do gminy Kindelbrück przyłączono gminy Bilzingsleben, Frömmstedt oraz Kannawurf. Stało się ono zarazem gminą (Landgemeinde). Gmina Herrnschwende została natomiast przyłączona do miasta Weißensee. 1 stycznia 2023 gmina Riethgen została przyłączona do gminy Kindelbrück. 